# 亨利·洛朗
亨利·洛朗（法語：Henri Laurent，1881年4月1日—1954年2月14日），法国男子击剑运动员。他曾代表法国参加1900年夏季奥林匹克运动会击剑比赛，获得男子个人重剑大师级铜牌。